# Чателард (Долина Аосте)
Чателард је насеље у Италији у округу Долина Аосте, региону Долина Аосте.
Према процени из 2011. у насељу је живело 48 становника. Насеље се налази на надморској висини од 1071 м.